# I'm in the Band
I'm in the Band (Br: Uma Banda Lá em Casa; Pt: A Minha Banda) é  uma sitcom musical estadunidense de 2010, criada por Michael Kaplan e Rod Rappaport para o canal Disney XD, que estreou em 8 de Janeiro de 2010 no Disney XD Original e em 20 de Março de 2010 no Brasil. Em Portugal estreou em 10 de Outubro de 2010. A série é protagonizada por Logan Miller como Tripp Campbell, um adolescente de 15 anos que é contratado como o guitarrista principal da banda de heavy metal Iron Weasel, que foi popular nos anos 80 e está retornando às atividades. A serie foi muito popular nos EUA.
Em 2010, o episódio 17 da 1° temporada, intitulado "Weasels on Deck", é um crossover com a serie The Suite Life on Deck, contando com a participação de Zack (Dylan Sprouse), Cody (Cole Sprouse) e Moseby (Phill Lewis).

## Enredo
Tripp Campbell, um garoto de 15 anos, tem sonho de mostrar suas habilidades na guitarra por ser parte de uma banda de rock. Quando ele ganha um concurso de rádio para jantar com sua banda favorita, Iron Weasel (Paródia do Iron Maiden ), o seu sonho se torna realidade. Ele consegue impressioná-los com a sua guitarra e, milagrosamente, ele consegue entrar para a banda. Iron Weasel é composta por três palhaços de meia-idade - o vocalista, Derek Júpiter, o baixista, Burger Pitt, e o baterista, Ash Tyler. Os companheiros de banda inicialmente zombam da ideia de ter uma criança na banda, por medo de perder a fama. Mas, cansado de viver em sua van apertada, eles aceitam quando Tripp oferece o quarto de hóspedes na casa de sua mãe. Felizmente, Tripp convence sua mãe divorciada, Beth, que os membros da banda serão grandes modelos para ele. Em sua própria maneira estranha, a banda tentam ajudar Tripp através de seus anos de colégio com o objetivo de transformá-lo em uma estrela do rock genuíno. Ao longo da aventura, a melhor amiga de Tripp, Izzy Fuentes, uma aspirante a cantora, que tenta entrar para a banda, e obcecada por todas as bandas de rock, que tenta sempre ficar e fora do problema. Tripp tem grandes esperanças para a Iron Weasel e fará tudo que puder para ajudar a banda a fazer um retorno épico ... de reserva de excursões de concerto, a obtenção de um agente de músicas famoso para ouvir suas músicas. Infelizmente, os membros do Iron Weasel sempre parecem encontrar-se em situação de desconforto - a partir de sua turnê nacional, que acaba sendo um show de palco três barzinhos, as pessoas baixam mais suas música por causa de um vídeo bobo que estava destinado a torná-los mais populares. Independentemente de suas desventuras, Tripp e seus companheiros de banda sempre encontram uma maneira de se unirem para resolver os seus problemas e fazer o que mais amam, tocar rock n'roll.

## Elenco
| Ator                | Personagem                 |
| ------------------- | -------------------------- |
| Logan Miller        | Tripp Campbell             |
| Steve Valentine     | Derek Jupiter              |
| Stephen Full        | Ash Tyler                  |
| Greg Baker          | Burger Pitt                |
| Caitlyn Taylor Love | Izzy Fuentes               |
| Aaron Albert        | Jared                      |
| Beth Littleford     | Beth Campbell              |
| Katelyn Pacitto     | Lana                       |
| Raini Rodriguez     | Arlene Rocca               |
| Reginald VelJohnson | Cornelius Strickland       |
| Dick                |                            |
| Carlos Alazraqui    | Barry Rocca                |
| Bryan Callen        | Bleed                      |
| Spencer Boldman     | Bryce Johnson              |
| Katelyn Pacitto     | Lana                       |
| Alan Thicke         | Simon Craig                |
| Zayne Emory         | Charles "Chucky" Albertson |
| Hollywood Yates     | Ernesto, o Fortão          |
| Jillian Bach        | Iris                       |
| Mark Teich          | Maurice Jenkins            |

## Dublagem Brasileira
| Personagem     | Dublador          |
| -------------- | ----------------- |
| Tripp Campbell | Felipe Drummond   |
| Derek Jupiter  | Philippe Maia     |
| Burguer Pitt   | Alexandre Moreno  |
| Ash Tyler      | Claudio Galvan    |
| Izzy Fuentes   | Flávia Fontenelle |

## Cancelamento
Em 15 de março de 2011, Caitlyn Taylor Love e Greg Baker anunciaram em suas contas oficiais no Twitter que a segunda temporada seria última da série. Em 28 de abril de 2011, o Disney XD anunciou oficialmente o cancelamento do show, com 2 episódios restantes da segunda temporada, programados para ir ao ar no restante do ano de 2011.

## Lançamento
| Pais           | Lançamento              | Canal                                       | Nome                           |
| -------------- | ----------------------- | ------------------------------------------- | ------------------------------ |
| Estados Unidos | 18 de Janeiro de 2010   | Disney XD                                   | I'm in the Band                |
| Canadá         | 15 de Fevereiro de 2010 | Family Channel                              | I'm in the Band                |
| Índia          | 13 de Outubro de 2010   | Disney XD (India)                           | I'm in the Band                |
| Austrália      | 5 de Março de 2010      | Disney Channel Austrália                    | I'm in the Band                |
| Reino Unido    | 6 de Março de 2010      | Disney XD Reino Unido e Irlanda             | I'm in the Band                |
| Irlanda        | 6 de Março de 2010      | Disney XD Reino Unido e Irlanda             | I'm in the Band                |
| Polónia        | 20 de Março de 2010     | Disney XD (Polónia)                         | Ja w kapeli                    |
| Grécia         | 20 de Março de 2010     | Disney XD (Grécia)                          | Είμαι στο συγκρότημα           |
| Argentina      | 20 de Março de 2010     | Disney XD (América Latina)                  | Estoy en la Banda              |
| México         | 20 de Março de 2010     | Disney XD (América Latina)                  | Estoy en la Banda              |
| Chile          | 20 de Março de 2010     | Disney XD (América Latina)                  | Estoy en la Banda              |
| Bolívia        | 20 de Março de 2010     | Disney XD (América Latina)                  | Estoy en la Banda              |
| Peru           | 20 de Março de 2010     | Disney XD (América Latina)                  | Estoy en la Banda              |
| Colômbia       | 20 de Março de 2010     | Disney XD (América Latina)                  | Estoy en la Banda              |
| Venezuela      | 20 de Março de 2010     | Disney XD (América Latina)                  | Estoy en la Banda              |
| Brasil         | 20 de Março de 2010     | Disney XD (Brasil) Disney Channel (Brasil)  | Uma Banda lá em Casa           |
| Itália         | 26 de Março de 2010     | Disney XD (Itália)                          | I'm in the Band                |
| Alemanha       | 30 de Abril de 2010     | Disney XD (Alemanha)                        | Tripp's Rockband               |
| Turquia        | 30 de Março de 2010     | Disney XD (Turquia)                         | Iron Weasel: Ben de Gruptayım! |
| Coreia do Sul  | 10 de Abril de 2010     | Disney Channel (Asia)                       | 나의 밴드 살리기               |
| Indonésia      | 10 de Abril de 2010     | Disney Channel (Asia)                       | I'm in the Band                |
| Filipinas      | 10 de Abril de 2010     | Disney Channel (Asia)                       | I'm in the Band                |
| Singapura      | 10 de Abril de 2010     | Disney Channel (Asia)                       | I'm in the Band                |
| Tailândia      | 10 de Abril de 2010     | Disney Channel (Asia)                       | I'm in the Band                |
| Hong Kong      | 10 de Abril de 2010     | Disney Channel (Asia)                       | I'm in the Band                |
| Vietname       | 10 de Abril de 2010     | Disney Channel (Asia)                       | I'm in the Band                |
| Malásia        | 12 de Abril de 2010     | Disney Channel (Asia)                       | I'm in the Band                |
| Dinamarca      | 19 de Abril de 2010     | Disney XD Escandinávia                      | I'm in the Band                |
| Suécia         | 19 de Abril de 2010     | Disney XD Escandinávia                      | I'm in the Band                |
| Noruega        | 19 de Abril de 2010     | Disney XD Escandinávia                      | I'm in the Band                |
| Finlândia      | 19 de Abril de 2010     | Disney XD Escandinávia                      | I'm in the Band                |
| Espanha        | 21 de Maio de 2010      | Disney XD Espanha                           | Esta es mi Banda               |
| África do Sul  | 29 de Maio de 2010      | Disney XD (África do Sul)                   | I'm in the Band                |
| Chéquia        | 17 de Julho de 2010     | Disney Channel (Hungria & República Checa)  | Jsem v kapele                  |
| Hungria        | 17 de Julho de 2010     | Disney Channel (Hungria & República Tcheca) | Benne vagyok a bandában        |
| Roménia        | 17 de Julho de 2010     | Disney Channel (Romenia)                    | Sunt în Formaţie               |
| Bulgária       | 17 de Julho de 2010     | Disney Channel (Bulgária)                   | B групата съм!                 |
| França         | 2010                    | Disney XD (França)                          | I'm in the Band                |
| Portugal       | 10 de Outubro de 2010   | Disney Channel Portugal                     | A Minha Banda                  |
| Rússia         | 2010                    | Disney Channel Russia                       | Я — рокер                      |
| Israel         | 9 de Dezembro de 2010   | Disney Channel (Israel)                     | אני והלהקה                     |
| Países Baixos  | 22 de Agosto de 2010    | Disney XD (Holanda)                         | I'm in the Band                |